# Cybaeolus delfini
Espèce
Synonymes
- Mevianes delfini Simon, 1904

Cybaeolus delfini est une espèce d'araignées aranéomorphes de la famille des Hahniidae.

## Distribution
Cette espèce se rencontre au Chili dans les régions de Magallanes, d'Aysén, des Lacs, de Fleuves, d'Araucanie, du Biobío, de Valparaíso, de Coquimbo et d'Atacama et en Argentine dans l'Ouest des provinces de Santa Cruz, de Chubut, de Río Negro et de Neuquén,.

## Description
La femelle holotype mesure 3 mm.
Le mâle décrit par Burgo, Catley, Grismado, Dupérré, Benjamin, Hormiga, Griswold, Martínez et Ramírez en 2025 mesure 1,93 mm et la femelle 2,27 mm.

## Systématique et taxinomie
Cette espèce a été décrite sous le protonyme Mevianes delfini par Simon en 1904. Elle est placée dans le genre Cybaeolus par Lehtinen en 1967.

## Étymologie
Cette espèce est nommée en l'honneur de Federico T. Delfin.

## Publication originale
- Simon, 1904 : « Étude sur les arachnides du Chili recueillis en 1900, 1901 et 1902, par MM. C. Porter, Dr Delfin, Barcey Wilson et Edwards. » Annales de la Société entomologique de Belgique, vol. 48, p. 83-114 (texte intégral).